# Adolfo Alejandro Nouel
Adolfo Alejandro Nouel y Bobadilla, conocido como Monseñor Nouel (12 de diciembre de 1862 - 26 de junio de 1937), fue un pedagogo, eclesiástico y político dominicano. Arzobispo Metropolitano de Santo Domingo, Primado de Indias entre 1906-1935, Presidente de la República Dominicana en forma provisional entre 1912 y 1913. Además, fue delegado apostólico de Cuba y Puerto Rico desde principios de noviembre de 1913, cargo que desempeñó hasta finales de 1915.

## Familia y educación
Nouel era hijo legítimo de Carlos Rafael Nouel y Pierret, diplomático dominicano, profesor de derecho, periodista y empresario de ascendencia francesa, y Clemencia Antonia Bobadilla y Desmier D'Olbreuse (hija del presidente Tomás Bobadilla y Briones, de ascendencia española absoluta y el primer gobernante de la República Dominicana, con su esposa de origen noble francés María Virginia Desmier D'Olbreuse y Allard, de la dinastía Desmier de Olbreuse). Don Tomás Bobadilla también fungió como presidente de la Junta Central Gubernativa de Santo Domingo durante la primera campaña de la guerra de Independencia contra Haití y se desempeñó luego como ministro durante la presidencia de Pedro Santana. Con tal genealogía, Nouel era 3/4 francés y 1/4 español. Su bisabuelo, Barthelemy Pierret Grinet, fue un sargento de artillería francés que llegó a la isla el 29 de enero de 1802 en la flota comandada por el general Charles Victoire Emmanuel Leclerc, cuñado de Napoleón Bonaparte.
Se sabe que comenzó su formación en el colegio de El Estudio, de Santo Domingo, y después estudió en el seminario de la capital dominicana. Antes de ir a estudiar en el extranjero, fue un estudiante del Arzobispo Meriño. Se fue a Italia donde estudió en el Colegio Pío Latino durante diez años. El orador destacó en esta escuela como uno de los más brillantes estudiantes. En 1883 recibió un doctorado en Filosofía y licenciatura en Teología y Derecho Canónico de la Universidad Gregoriana. En 1885 acompañado por Monseñor Meriño regresó a Santo Domingo y recibió el sagrado orden del sacerdocio en la Catedral de Santo Domingo.

## Sacerdocio
En 1888 se convirtió en párroco de San Juan. En 1890 se convirtió en párroco de la Catedral de Santo Domingo y vicecanciller del Seminario Conciliar de Santo Tomás de Aquino. En este seminario enseñó Filosofía, Latín y Teología. Posteriormente fue párroco de Santa Bárbara, Santa Cruz del Seibo, San Juan de la Maguana y finalmente de la parroquia de La Vega. En esta ciudad inició la construcción de una iglesia que el Pueblo designó como "hijo adoptivo".
En 1903 fue elegido diputado por la Provincia de La Vega. Viajó a Roma, en este año y fue designado por el cardenal Merry de Val como arzobispo de Metymma y sucesor de monseñor Merino a quien sucedió en la archidiócesis de Santo Domingo tras su muerte el 20 de agosto de 1906.

## Presidencia provisional
Fue designado presidente provisional de la República Dominicana a través de un decreto del Congreso el 30 de noviembre de 1912, por un período de dos años. Su designación se debió a la necesidad imperiosa de la nación de que el cargo presidencial estuviera ocupado por una persona neutral, que inspirara confianza y respeto, y pudiera ofrecer una paz estable. El gobierno estadounidense siempre lo instó a continuar en el gobierno y le ofreció su ayuda económica y militar para sostenerle e incluso lo autorizó en virtud de la Convención de 1907, a concertar un empréstito de 1,500,000 dólares para proveer de fondos nuevamente al Gobierno y pagar los sueldos atrasados de los empleados públicos que no cobraban desde hacía más de seis meses. Encontrándose el país al borde de una nueva guerra civil, dimitió ante la Asamblea Nacional, en abril de 1913.

## Últimos años como escritor
Sus obra literaria no han sido aun publicada. Las copias mecanografiadas se conservan en la Universidad Autónoma de Santo Domingo. Tuvo a su cargo la edición de la obra de su padre "Historia Eclesiástica de la Arquidiócesis de Santo Domingo".
Estaba revisando varios documentos del Archivo de Indias cuando murió en 1937. Sus restos se encuentran en el Santuario Arquidiocesano Nuestra Señora de la Altagracia, ubicado en la Ciudad Colonial.